# John Dixon Gibbs
John Dixon Gibbs (* 1834 in England; † 1912) war Miterfinder der ersten modernen Form von Transformatoren für die Übertragung von Wechselstrom.

## Leben
Gibbs entwickelte mit Lucien Gaulard den ersten technisch brauchbaren Transformator, der 1883 im Londoner Royal Aquarium ausgestellt wurde und großes Interesse bei der amerikanischen Westinghouse Electric Corporation erregte. Der Begriff Transformator war zur damaligen Zeit allerdings noch unbekannt, jene Geräte wurden als „Sekundär-Generator“ bezeichnet.
Das auf Michael Faraday zurückgehende Induktionsgesetz beschrieb bereits in den 1830er Jahren die physikalischen Grundlagen für das Funktionsprinzip von Transformatoren. Technisch brauchbare Geräte waren jedoch erst nach 1883 verfügbar. Die damals wesentliche Entwicklung von Gibbs bestand darin, den Transformatorkern in Form eines geschlossenen magnetischen Kreises aus einem Eisendraht auszuführen. Zwei Jahre später, 1885, wurde Ottó Titusz Bláthy, Miksa Déri und Károly Zipernowsky ein Patent auf auch heute noch übliche Transformatorkerne mit geschichteten Blechen zur Reduzierung von Wirbelströmen erteilt.
John Dixon Gibbs besaß auf seine Arbeiten neben dem Deutschen Reichspatent Nr. 28947 auch ein englisches Patent. Dieses wurde ihm allerdings von Sebastian Ziani de Ferranti streitig gemacht. Bei den folgenden Patentstreitigkeiten wurde das Patent nach einer Anhörung vor dem englischen House of Lords aberkannt und John Dixon Gibbs war finanziell ruiniert.